# Прага-Восток

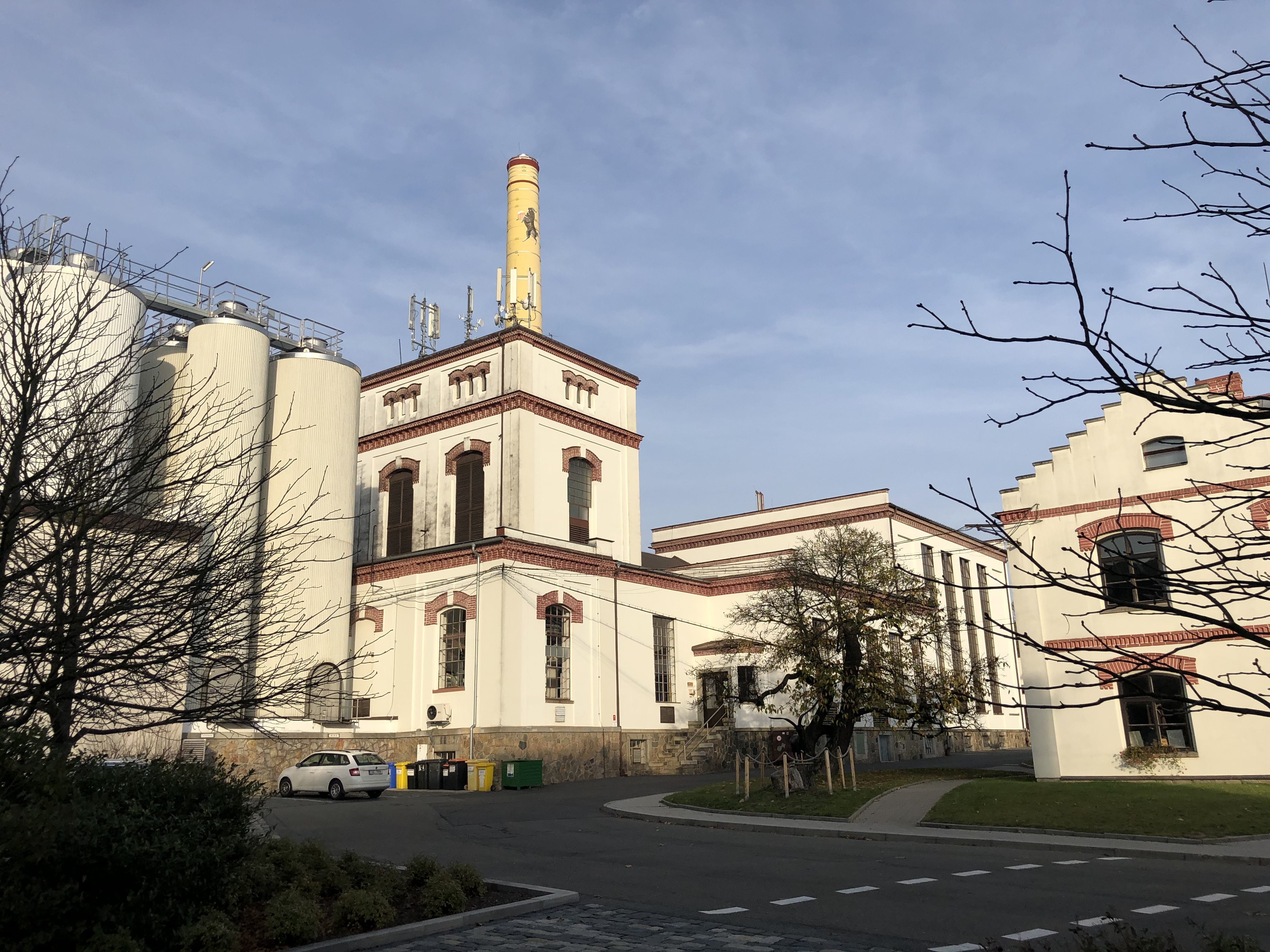
Пивоварня Велкопоповицкий Козел

Пра́га-Восто́к (чеш. Okres Praha-východ) — один из 12 районов Среднечешского края Чехии с административным центром в городе Праге (в состав района не входит). Площадь района — 754,91 кв. км, население — 139 828 человек. На территории района находятся 110 населённых пунктов, среди которых 8 городов и 4 местечка.

## География
Расположен в центре края. Граничит на западе с Прагой и районом Прага-Запад, на юге с районом Бенешов, на юго-востоке с районом Колин, на востоке с районом Нимбурк, на северо-востоке с районом Млада-Болеслав и на севере с районом Мельник.

## Города и население
Данные на 2010 год:
| Всего           | Женщин           | Мужчин           |
| --------------- | ---------------- | ---------------- |
| 139 828 (100 %) | 70 393 (50,34 %) | 69 435 (49,66 %) |

Средняя плотность — 185 чел./км²; 45,08 % населения живёт в городах.

### Города
| Город                            | Население |
| -------------------------------- | --------- |
| Брандис-над-Лабем-Стара-Болеслав | 17 689    |
| Ржичани                          | 13 769    |
| Челаковице                       | 11 629    |
| Ували                            | 5 958     |
| Одолена-Вода                     | 5 522     |
| Костелец-над-Черними-Леси        | 3 622     |
| Мниховице                        | 3 171     |
| Клецани                          | 2 611     |

### Населённые пункты
| Название          | Население |
| ----------------- | --------- |
| Башть             | 1 382     |
| Боржановице       | 700       |
| Браздим           | 670       |
| Бабице            | 669       |
| Борек             | 321       |
| Стршибрна-Скалице | 1 600     |

## Инфраструктура
На территории района находится 58 детских садов, 37 начальных школ, 5 гимназий, 3 больницы и 18 аптек.

## Палеоантропология
Близ деревни Пршезлетице (cs:Přezletice) найден фрагмент коронки левого нижнего моляра Homo heidelbergensis (300-650 тыс. л. н.).